# Ribécourt-la-Tour
Ribécourt-la-Tour é uma comuna francesa na região administrativa de Altos da França, no departamento do Norte. Estende-se por uma área de 8.79 km². Em 2010 a comuna tinha 378 habitantes (densidade: 43 hab./km²).